# Honda VF
La gamme VF représente une série de motos du constructeur japonais Honda sortie à partir des années 1980. Tous les modèles sont équipés de moteurs à 4 temps à refroidissement liquide. Le moteur est toujours monté dans le sens transversal, ce qui permet une largeur réduite pour des 4 cylindres.

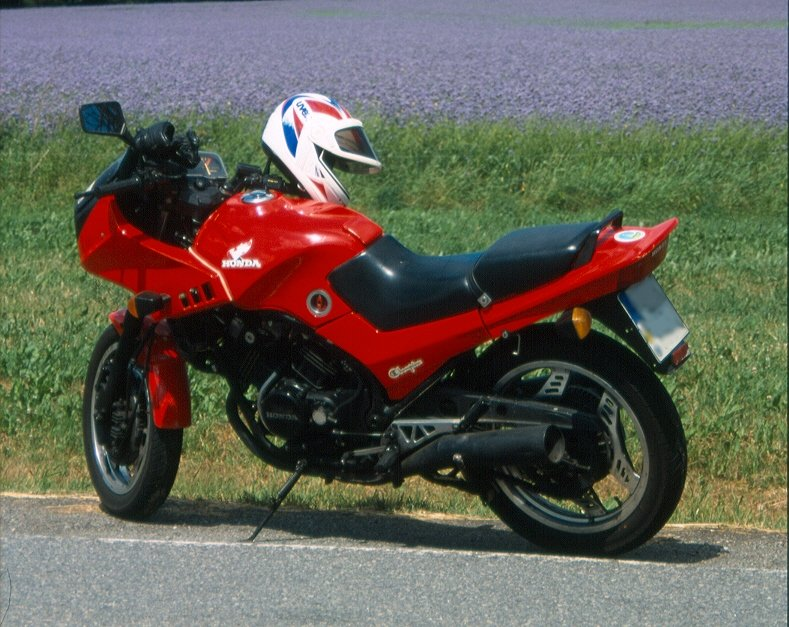
La VF 400

Les différents modèles sont :
- VF 400 F NC 13
- VF 400 F Integra NC 13 B

- VF 500 C PC13
- VF 500 F PC 12 A
- VF 500 FII PC 12 B

- VF 700 C RC21
- VF 700 F RC 23
- VF 700 S RC22

- VF 750 C I RC 09
- VF 750 C II RC 28
- VF 750 C III Magna RC 43
- VF 750 F RC 15
- VF 750 S RC07

- VF 1000 F SC 15
- VF 1000 FII SC 19 B
- VF 1000 R SC 16

- VF 1100 C SC 12
- VF 1100 S SC17